# Helicoconis laufferina
Helicoconis laufferina is een insect uit de familie van de dwerggaasvliegen (Coniopterygidae), die tot de orde netvleugeligen (Neuroptera) behoort. 
De wetenschappelijke naam Helicoconis laufferina is voor het eerst geldig gepubliceerd door Navás in 1913.